# Laurits Andersen Ring
Laurits Andersen Ring, narozen jako Laurits Andersen (15. srpna 1854, Ring, Dánsko – 10. září 1933, Sankt Jørgensbjerg Sogn), byl jeden z předních malířů dánského symbolismu.
Vyrůstal ve skromných poměrech na malé farmě. Jako malíř se nikdy nedistancoval od svého skromného původu, ale tuto skutečnost udělal dominantním tématem své tvorby. Hlavním tématem jeho obrazů byl život na venkově a venkovská krajina. Krátce studoval na Akademii výtvarných umění v Kodani, ale nikdy ji neukončil.
25. července 1896 se oženil s malířkou Sigrid Kahlerovou, dcerou keramika Hermana Kahlera.